# Douglas John Clark
Pour les articles homonymes, voir Douglas Clark (homonymie) et Clark.
Douglas John Clark est un zoologiste britannique, né en 1930 et mort le 29 septembre 1971.

## Biographie
Il entre, en mai 1947, au British Museum au département d’entomologie comme assistant. Il commence à travailler sur la taxinomie des araignées en 1953 et bénéficie notamment des conseils de William Syer Bristowe (1901-1979) et George Hazelwood Locket (1900-1991). Il est transféré en octobre 1958 au département de zoologie pour s’y occuper des arachnides. Il y réorganise complètement la collection d’araignées, sans doute la plus grande du monde et qui n’avait pas été aménagé depuis le début du XXe siècle. Sa mort prématurée l'empêche de terminer nombre de ses publications.

## Source
Bulletin of the British Arachnological Society, vol. 2, n° 6 : 93-98